# Cloboto

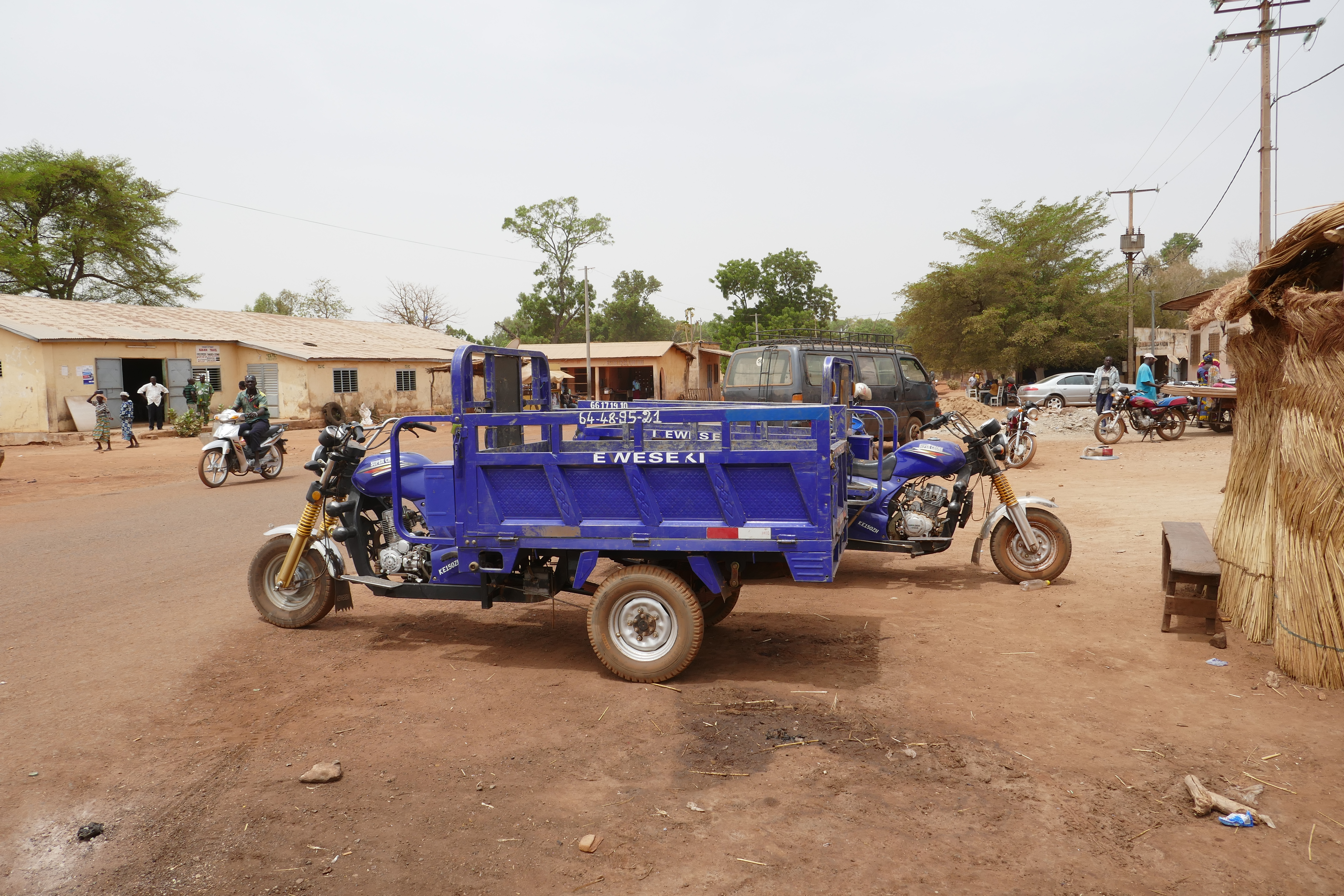
Un tricycle. un type de Cloboto

Cloboto désigne dans le français populaire béninois, tout véhicule tricycle qui sert de moyen de transport. C'est un intermédiaire entre une moto et un véhicule souvent adopté par certains béninois pour diverses raisons.

## Description

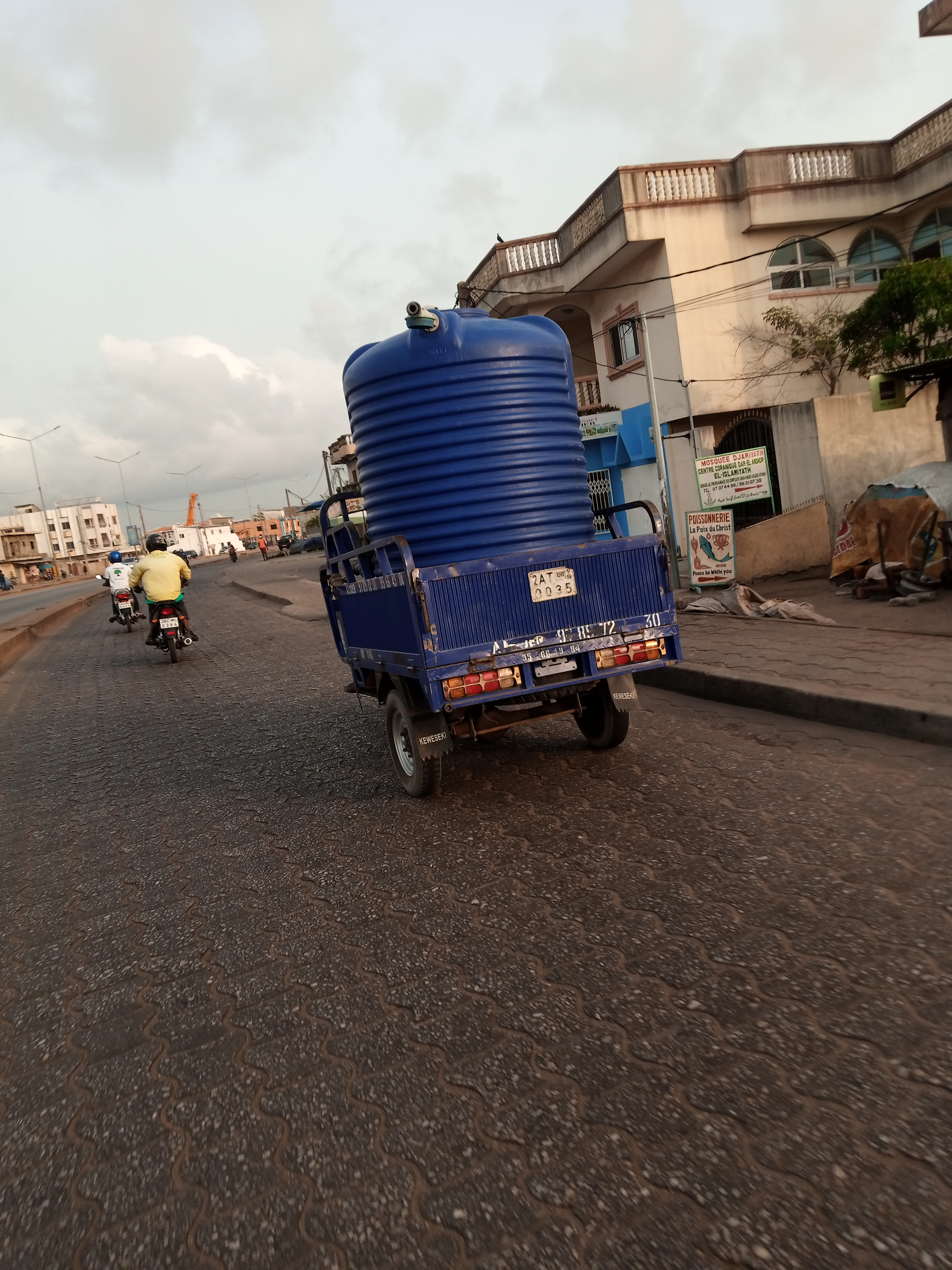
Cloboto.

Très pratique, il est sollicité pour les déménagements, le transport de marchandises ou parfois le transport en commun. Ce type de transport est aussi économique car il utilise moins de carburant par rapport à d'autres types de transport comme le zémidjan et les tokpa-tokpa.

Types de clobotos au Bénin.
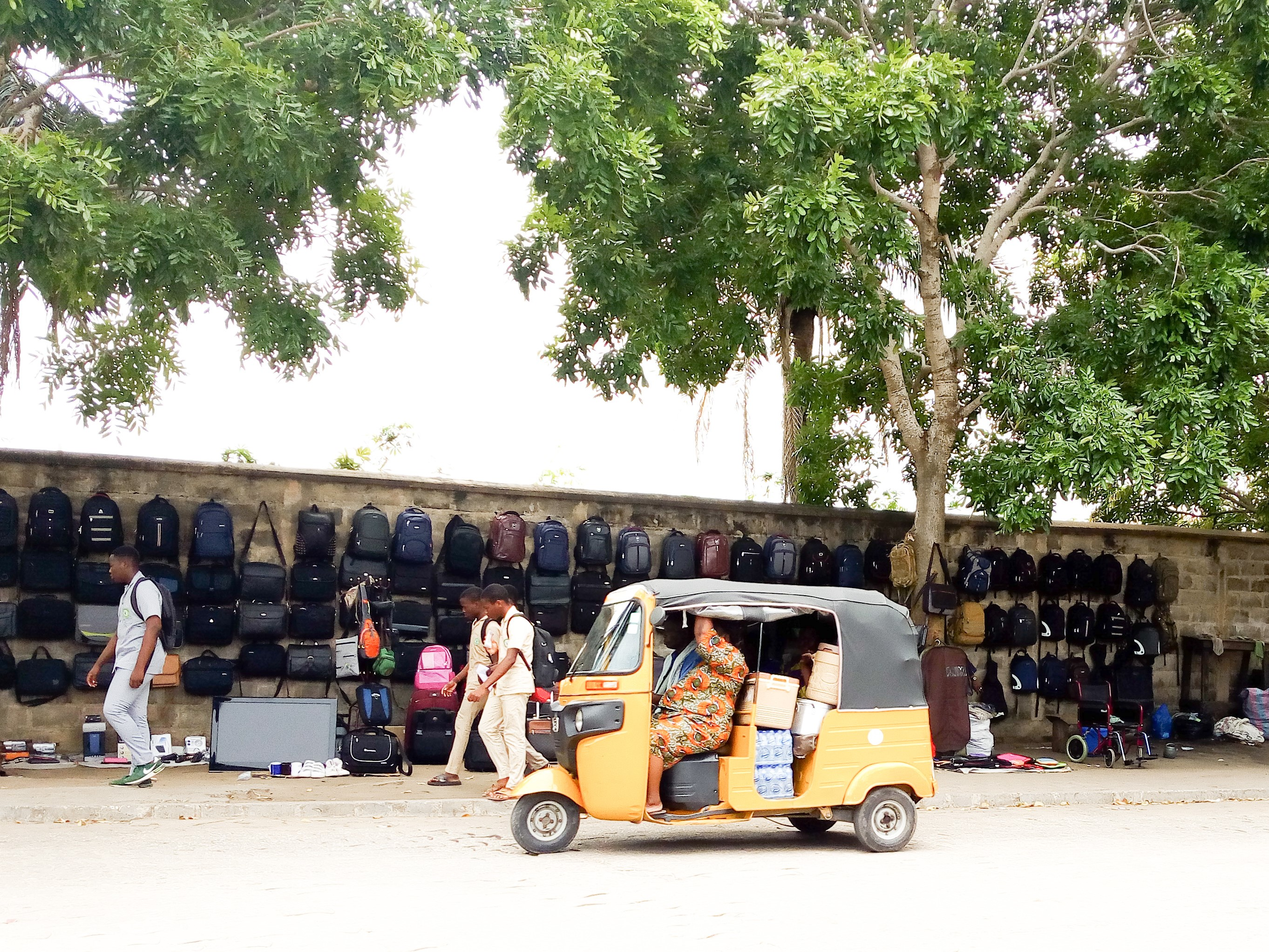
Transport de bagages avec un tricycle (Cloboto)
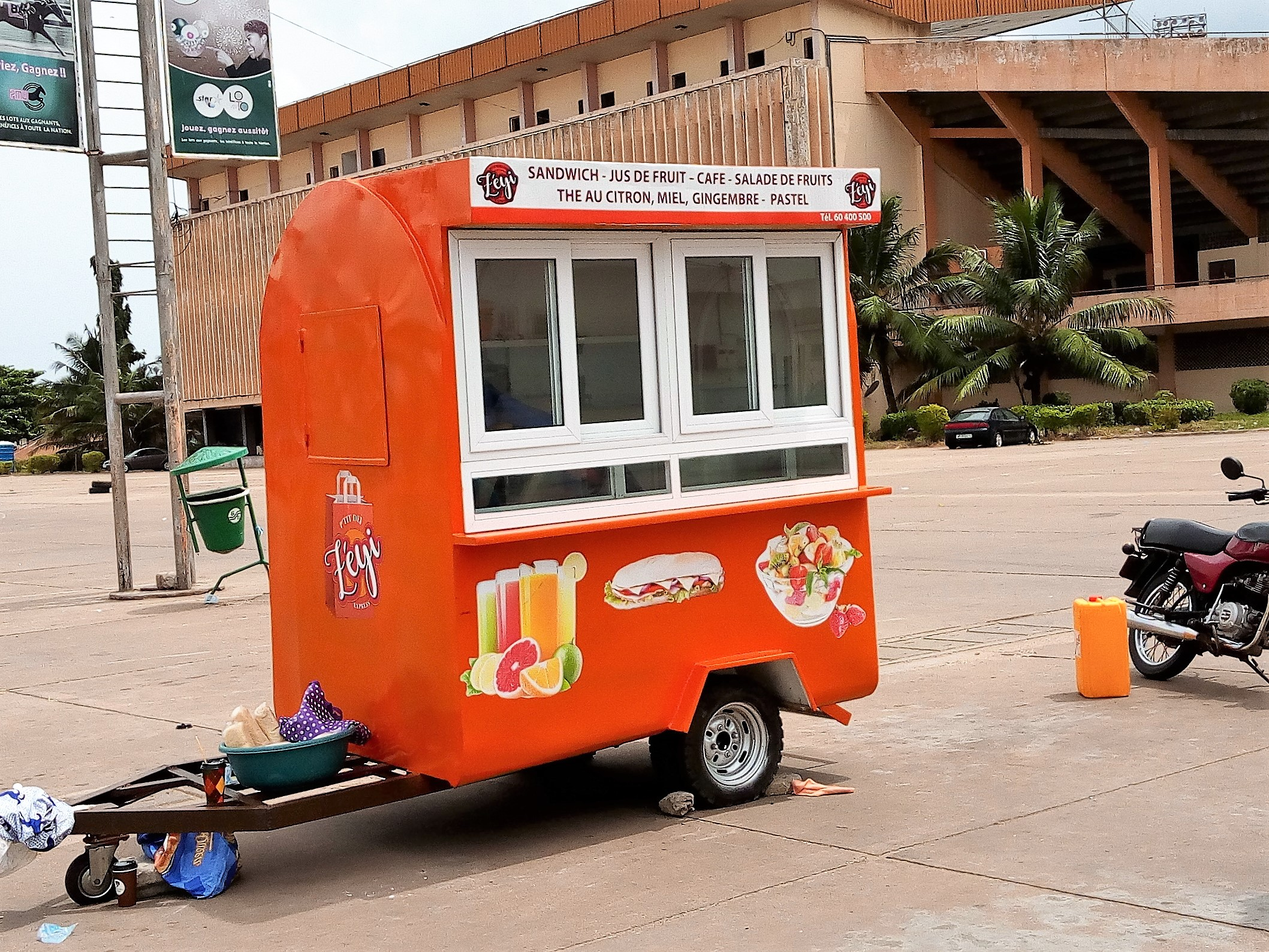
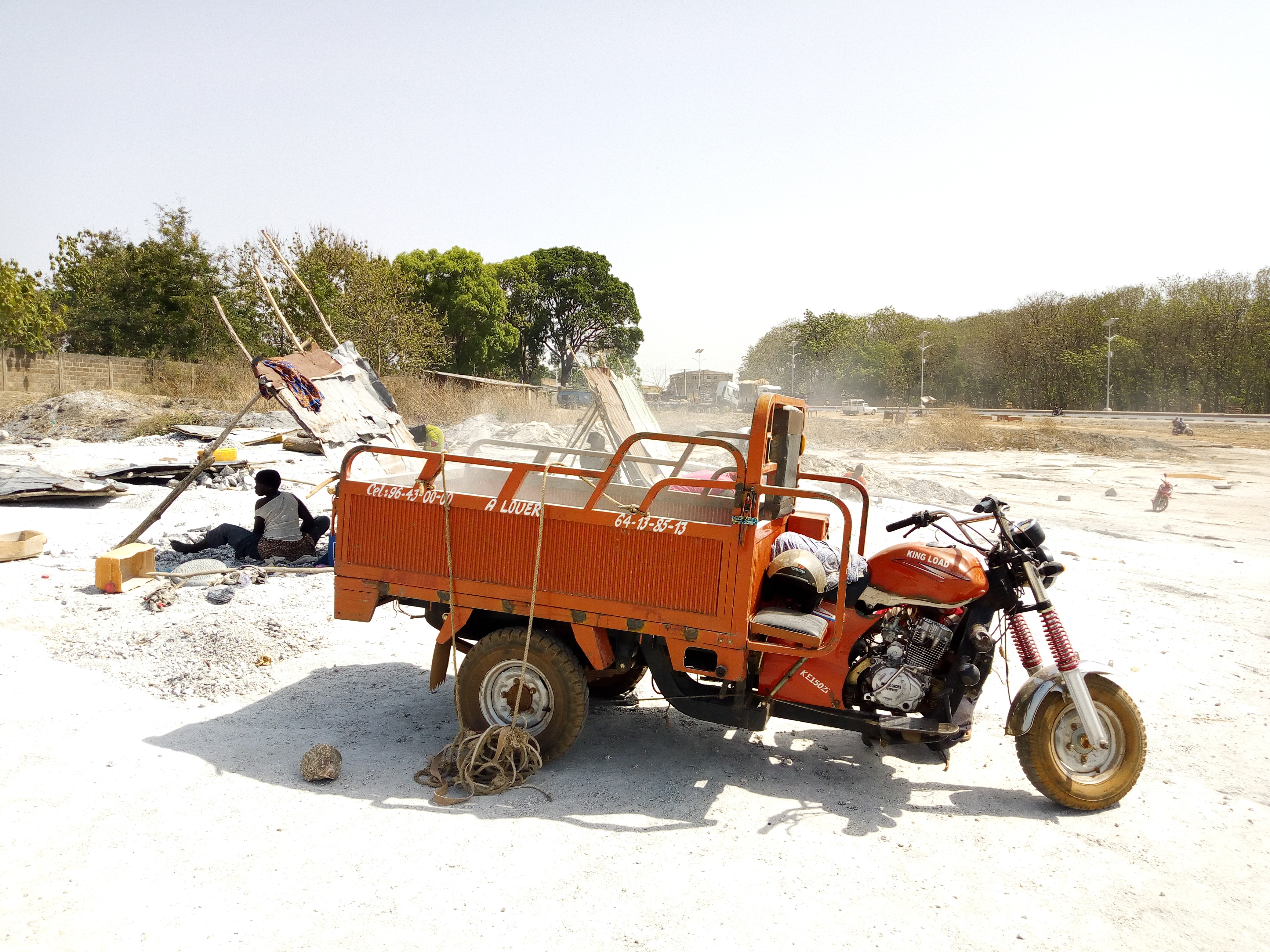
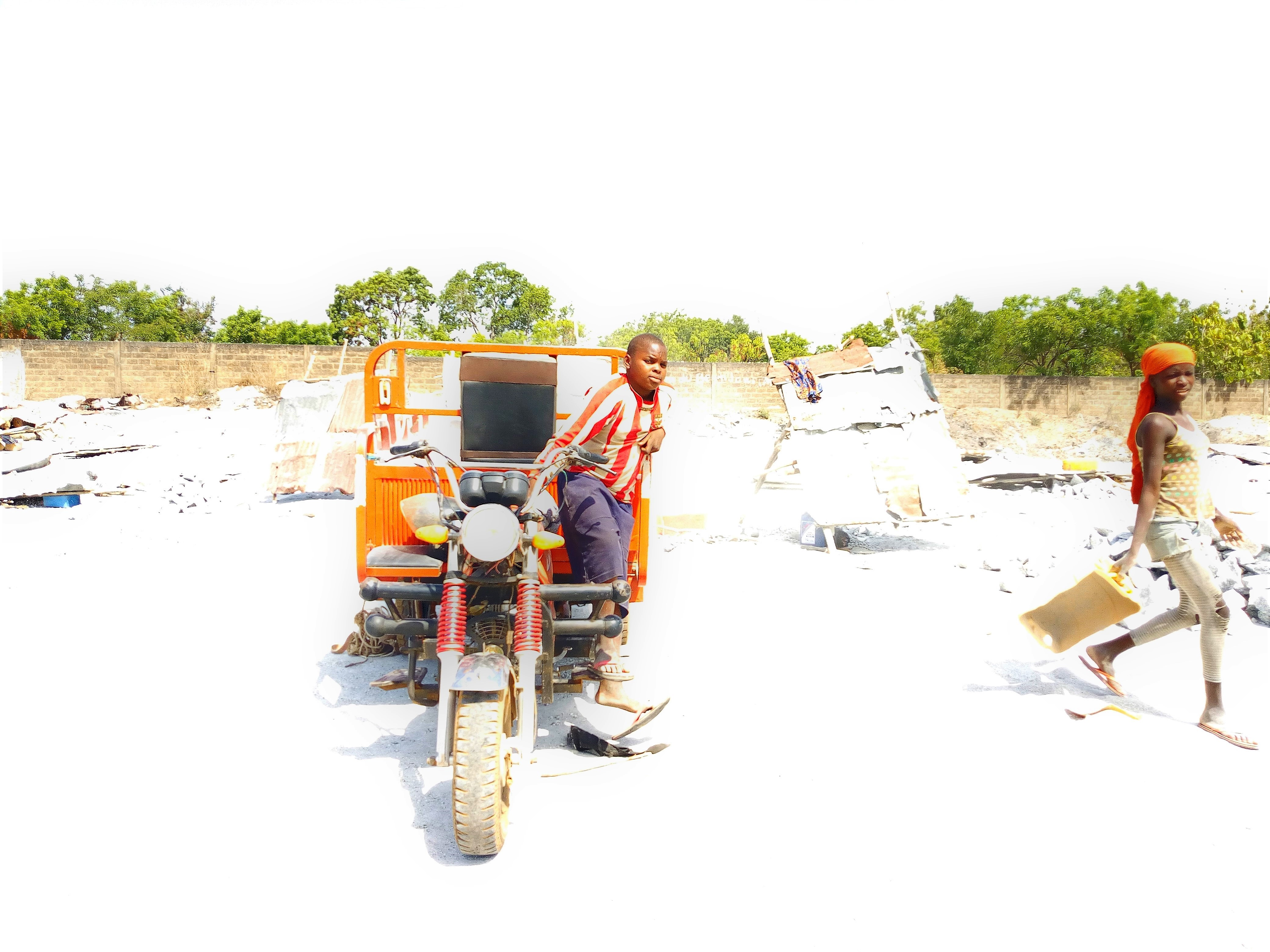